# المحافظة في باكستان

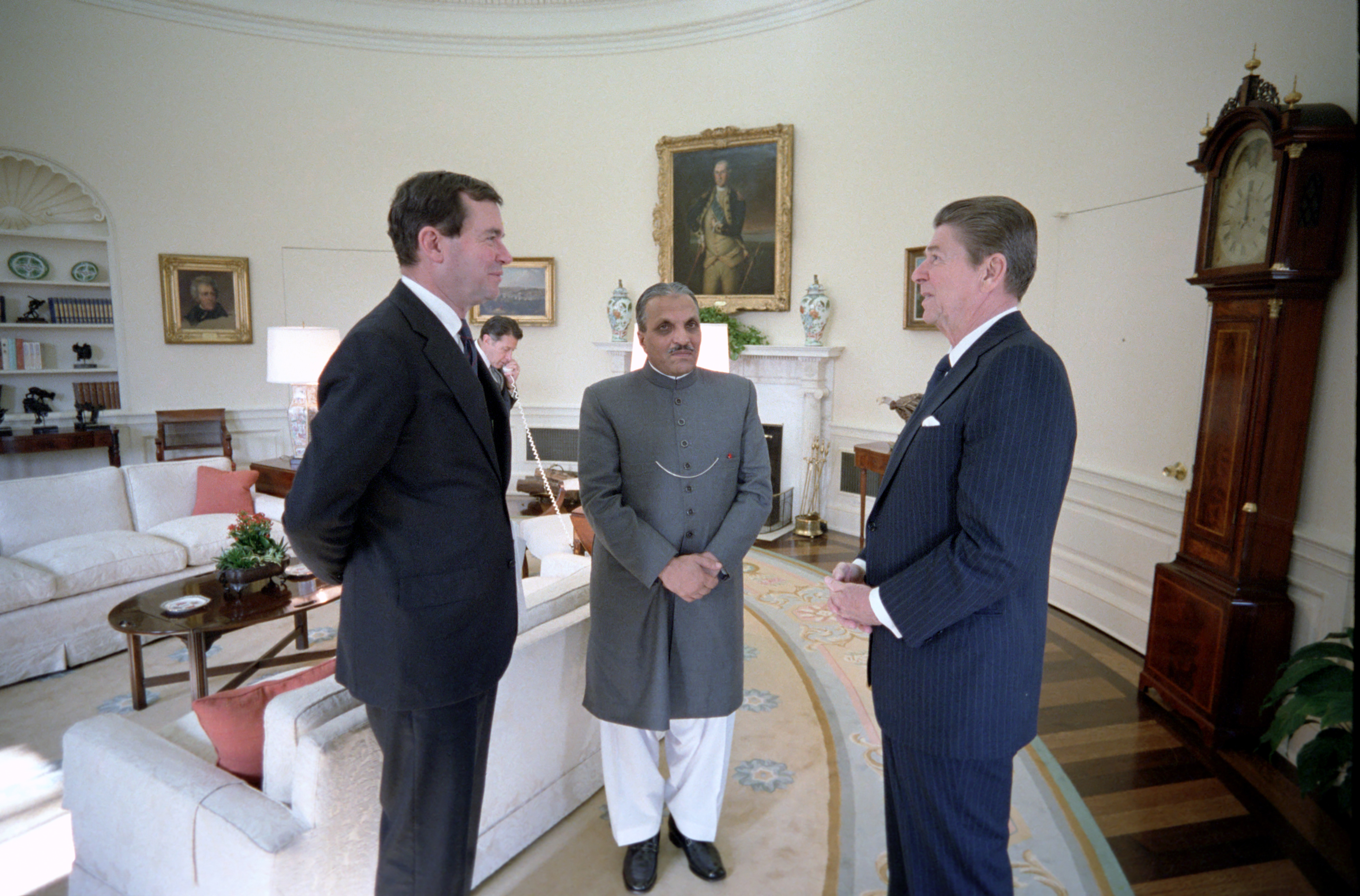
الرئيس رونالد ريغان وبيل كلارك يجتمعان مع الرئيس محمد ضياء الحق

المحافظة في باكستان (بالأردية: پاکستان میں قدامت پسندی)، تتعلق بشكل عام بالهويات التقليدية والاجتماعية والدينية في سياسات باكستان. يصف المؤرخ الأمريكي ستيفن كوهن العديد من الثوابت السياسية في المحافظة الباكستانية وهي: احترام التقاليد، وحكم القانون، والدين الإسلامي الذي يعد متكاملًا مع ماهية باكستان.
اعتمد رئيس الوزراء لياقت علي خان الفلسفة والمبادئ والأفكار والتقاليد المحافظة لأول مرة ضمن سياساته الداخلية في عام 1950. وقد لعبت التقاليد المحافظة دورًا رئيسيًا في السياسة والثقافة الباكستانية، وكان للحركة المحافظة المنظمة دور رئيسي في السياسة منذ خمسينيات القرن العشرين. ووفقًا لقاعدة بيانات وكالة المخابرات المركزية (السي أي إيه)، فإن ما يقرب من 95-97% من الشعب الباكستاني يتبعون الدين الإسلامي، بينما يتبع الباقون المسيحية والهندوسية وغيرها. 
عادة ما تقترن النزعة المحافظة في باكستان بالرابطة الإسلامية الباكستانية (بّي إم إل) (وهي خليفة الحزب الذي كان مسؤولاً عن تأسيس باكستان). ويُقاد القسم المسيطر والمؤثر من الرابطة الإسلامية الباكستانية عبر الرابطة الإسلامية الباكستانية (ن) التي انشقت عنها، ويرأسها حاليًا نواز شريف رئيس الوزراء السابق، الذي انتُخب في الانتخابات العامة التي أجريت عام 2013. بالرغم من ذلك، فإن بنك الأصوات المحافظة في الدولة مقسم بالتساوي بين حزب الرابطة الإسلامية الباكستانية (ن) وحركة الإنصاف الباكستانية (بّي تي أي) الوسطية التي أسسها عمران خان حول الموضوعات التي تتعلق بشكل رئيسي بالسياسة الخارجية والقضايا الوطنية والاجتماعية. على أي حال، في 28 يوليو 2017، عُزل نواز شريف رئيس الوزراء آنذاك بتهمة الفساد.

## فكرة باكستان، والمفهوم، والمحافظة
منذ ثلاثينيات القرن العشرين، كانت الرابطة الإسلامية تمارس الضغط وتقحم سياساتها بهدف الحصول على وطن منفصل لمسلمي الهند، يُعرف باسم باكستان.
تضمن الكتاب الأخضر دستور الرابطة الإسلامية ومبادئها، وقد كتبه المفكر ورجل الدين المحافظ مولانا محمد علي. ولم تشمل الأهداف في هذه المرحلة إقامة دولة إسلامية مستقلة، بل ركزت على حماية الحريات والحقوق الإسلامية، وتعزيز التفاهم بين المجتمع المسلم وبقية المجتمع الهندي، وتعريف المجتمع المسلم والهندي بشكل عام بإجراءات الحكومة، ونبذ العنف. وقد أدت عدة عوامل على مدار الثلاثين عامًا التالية، بما في ذلك العنف الطائفي، إلى إعادة تقييم أهداف الرابطة الإسلامية.
مع تولي محمد علي جناح رئاسة الرابطة الإسلامية، أصبح الحزب بشكل تدريجي الهيئة التمثيلية الرائدة للمسلمين الهنود. ثم وجه الكاتب والشاعر والفيلسوف العلامة محمد إقبال دعوة جديدة لدولة منفصلة، وقال في خطابه الرئاسي لمؤتمر 1930 للرابطة الإسلامية إنه شعر أن دولة إسلامية منفصلة هي أمر أساسي في جنوب آسيا التي يسيطر عليها الهندوس. وقد صاغ الاسم طالب كامبريدج القومي المسلم شودري رحمت علي، وعُرف في 28 يناير 1933 عبر منشوره الآن أو أبدًا. وبعد صراع سياسي طويل واجتماعات حزبية مع شعب شمال غرب الهند، سمحت الإمبراطورية البريطانية بتأسيس باكستان ومنحت الهند استقلالها. وانضم البلدان إلى منظمة الكومنولث البريطانية.
لم تكن الرابطة الإسلامية الحركة المحافظة الوحيدة في المنطقة السابقة للهند البريطانية التي أصبحت باكستان. فقد كان كلٌ من حزب المؤتمر القومي، وحزب البنجاب الاتحادي، وحزب أكالي دال أحزابًا محافظة أيضًا.
بالإضافة إلى ذلك، كان هناك عدد من الشخصيات المحافظة ضمن المؤتمر الوطني الهندي، مثل سردار فالاباي باتل.
بعد وفاة جناح عام 1948، وجهت السياسات الدستورية لرئيس الوزراء لياقت علي خان للعمل على الدستور. وفي 12 مارس 1949، جعل رئيس الوزراء لياقت علي خان مجلس شورى باكستان يمرر ويصدر قرار الأهداف، الذي أعلن أن الإسلام دين الدولة للبلاد. وقد كان الهدف الرئيسي من القرار «إعلان خضوع الدولة للعقيدة الديمقراطية للإسلام ولسيادة الله». وقوبل هذا القرار بمقاومة كبيرة في مجلس شورى باكستان حين استقال وزير العدل جوجيندرا ناث ماندال من وزارته وانتقد رئيس الوزراء لياقت علي خان. زاد دعم تسييس الإسلام في البلاد حين أصدر رجال الدين المحافظون «مسودة الطلب»، التي سميت بـ 22 نقطة، ودعت إلى إعداد الدستور وفقًا لقرار الأهداف، في عام 1950.
في عام 1977، حظرت حكومة ذو الفقار علي بوتو الكحول والمخدرات وغيرت عطلة نهاية الأسبوع من الأحد إلى الجمعة، ولكن لم يُنفذ أي برنامج إصلاح إسلامي جوهري قبل برنامج أسلمة الجنرال ضياء الحق. ابتداءً من فبراير 1979، بدأ سريان مفعول الإجراءات الجنائية الجديدة القائمة على مبادئ العدالة الإسلامية. وكان لهذه الإجراءات أثر أكبر على النساء منه على الرجال. وأُسس نظام رعاية وضرائب قائمًا على الزكاة ونظام مصرفي للربح والخسارة وفقًا للمحرمات الإسلامية ضد الربا ولكنها كانت غير كافية.

### التأسيس المبكر للمحافظة

#### الاستقلال والصراع على السلطة: 1947-1959
بعد وفاة جناح، نجح رئيس الوزراء لياقت علي خان في تأليف قرار الأهداف وتمريره في مجلس شورى باكستان، الذي أعلن أن الإسلام دين للدولة. تحدد فكرة النزعة المحافظة في باكستان العديد من الثوابت بما في ذلك «احترام التقاليد وسيادة القانون والدين الإسلامي». أيد أنصار حزب المحافظين اليميني والأجندة القومية رئيس الوزراء علي خان ضمن سياساته الداخلية. قوبلت سياساته المحافظة بمقاومة من اليسار الذي اتهم بتدبير مؤامرة ضد علي خان. في عام 1979، أصبحت المحافظة الدينية والأسلمة التي ترعاها الدولة سياسة أساسية للحكومة العسكرية للرئيس الجنرال ضياء الحق.
في أعقاب الانتخابات العامة لعام 1954، فقد المحافظون تفوقهم في شرق باكستان عندما أثبتت الشيوعية نفسها بعد فوز الحزب الشيوعي. وقيدت الديكتاتوريتان العسكريتان لأيوب خان ويحيى خان النظام المحافظ. وخلال الانتخابات العامة لعام 1970، شاركت الأحزاب الدينية المحافظة واليمينية المحافظة في الانتخابات بمنافسة مباشرة مع حزب الشعب الباكستاني (بّي بّي بّي) ذي التوجه اليساري. ونجحت الأحزاب الإسلامية المحافظة في الضغط على بوتو من حزب الشعب الباكستاني لإعلان الجماعة الأحمدية غير إسلامية. ثم عادت الكتلة اليمينية بشكل قوي رداً على برنامج التأميم لبوتو، ودعت إلى تحالف يميني، التحالف الوطني الباكستاني (بّي إن إيه) ضد حزب الشعب الباكستاني.